# ダンスケ銀行
ダンスケ銀行（デンマーク語: Danske Bank A/S）は、デンマーク最大の銀行。デンマーク国内に100以上の店舗を持つほか、北欧諸国を中心に世界13カ国で店舗を展開している。コペンハーゲンに本部を置き、ナスダック・コペンハーゲンに上場している（Nasdaq Nordic DANSKE）。名称は「デンマークの銀行」を意味する。

## 沿革
1871年10月、鞍製作者兼仲買人のGottlieb Hartvig Abrahamsson Gedaliaがコペンハーゲンで設立したDen Danske Landmandsbank, Hypothek and Vexelbankが、ダンスケ銀行のルーツとなっている。1881年にヨーロッパの金融機関で最初に貸金庫サービスを開始した。1968年、子供向けの貯蓄口座「Pondus Club」を開始、現在までペンギンのマークと共に親しまれている。
1976年にダンスケ銀行に改称、1982年にニューヨークに、1983年にロンドンにそれぞれ事務所を開設、1990年4月には、1873年からコペンハーゲンで営業する貯蓄銀行のHandelsbankenを合併した。1997年にオスロ・ストックホルム・ヘルシンキに相次いで支店を開設した。1999年にポーランドで法人向けの銀行サービスを開始、2001年にデンマーク国内銀行のRealDanmarkを買収した。2004年に北アイルランドのNorthern BankとアイルランドのNational Irish Bankを相次いで買収、2006年にフィンランドのSampo Bankを買収した。2015年にマイナス金利の逆風下で過去最高益を記録し、ドイツ銀行を上回る経営成績をあげたことが話題となった。
デンマークのほか、ノルウェーなど北欧諸国、バルト三国、イギリス、アメリカ合衆国、インドなどにオフィスを持つ。

## 不祥事
2007年から2015年までの期間、ダンスケ銀行のエストニア支店経由で、ロシアの顧客による26兆円以上相当の大規模な資金洗浄が行われていたことを認め、2018年9月、CEOのThomas Borgenが辞任した。資金洗浄の総額は2,000億ユーロに及び過去最高の規模となった。ダンスケ銀行は資金洗浄発覚を受け、2020年1月にロシアから撤退した。